# Palaeastur atavus
Palaeastur atavus — викопний вид яструбоподібних птахів родини яструбових (Accipitridae), що існував у Північній Америці в ранньому міоцені (24—20 млн років тому). Викопні рештки птаха знайдено у відкладеннях формації Гаррісон у Небрасці (США). Описаний з решток правої ноги.